# Макнотон, Эндрю
Эндрю Джордж Латта Макнотон (англ. Andrew George Latta McNaughton; 25 февраля 1887, Мусомин, Северо-Западные территории, ныне Саскачеван — 11 июля 1966, Монтебелло, Квебек) — канадский военный, государственный и научный деятель. Военная карьера Макнотона включает пост начальника Генерального штаба армии Канады и командование 1-й канадской армией в Европе. На гражданской службе он возглавлял Национальный научно-исследовательский совет Канады и министерство национальной обороны Канады и был послом Канады в ООН.

## Биография

### Семья и образование
Эндрю Макнотон родился в 1887 году в Мусомине (в то время Северо-Западные территории Канады, после 1905 года — Саскачеван) в семье потомков шотландских иммигрантов. Его отец, торговец шкурами Роберт Макнотон, перебрался в Мусомин за два года до этого из Чикаго. Уже в детстве Эндрю демонстрировал высокий интеллектуальный потенциал, и в 1900 году отец отдал его в престижную подготовительную школу Бишопс в Квебеке.
После пяти лет в школе, которую Эндрю окончил с отличными оценками, он поступил в университет Макгилла по специальности «гидроэлектротехника». Среди его учителей в университете был будущий Нобелевский лауреат Эрнест Резерфорд. В 1910 году Макнотон окончил с отличием первую степень, а в 1912 году получил и степень магистра наук. Ещё два года он провёл в университете Макгилла уже как преподаватель, опубликовав за это время шесть научных работ.

### Первая мировая война
Ещё во время учёбы в университете Макнотон подал заявление о зачислении в ряды британской армии в качестве офицера. Первоначально он просил о направлении в индийскую армию, но позже изменил свои намерения и в 1909 году начал службу в Канаде, на батарее Королевской канадской артиллерии в Кингстоне; через год он был переведён в резерв в Монреале, что позволило ему окончить учёбу. В 1913 году, уже в звании майора, Макнотон принял командование батареей Канадской нерегулярной милиции в Монреале, которая после начала Первой мировой войны была включена в состав Канадского экспедиционного корпуса и направлена во Францию.
Макнотон участвовал в боях в Европе с апреля 1915 года, став участником второй битвы при Ипре. Он получил шрапнельное ранение в плечо, но остался в строю и был свидетелем немецкой газовой атаки с применением хлора. Следующие несколько месяцев Макнотон провёл в госпитале, заново учась владеть левой рукой, и в эти месяцы посвятил себя научной работе, разрабатывая методы улучшения точности артиллерийской стрельбы. Он вернулся в строй в октябре 1915 года, снова получив под своё командование батарею, а в январе был произведён в подполковники, став командиром четырёх батарей 11-й бригады Канадской артиллерии. Летом и осенью 1916 года его бригада принимала участие в битве на Сомме.

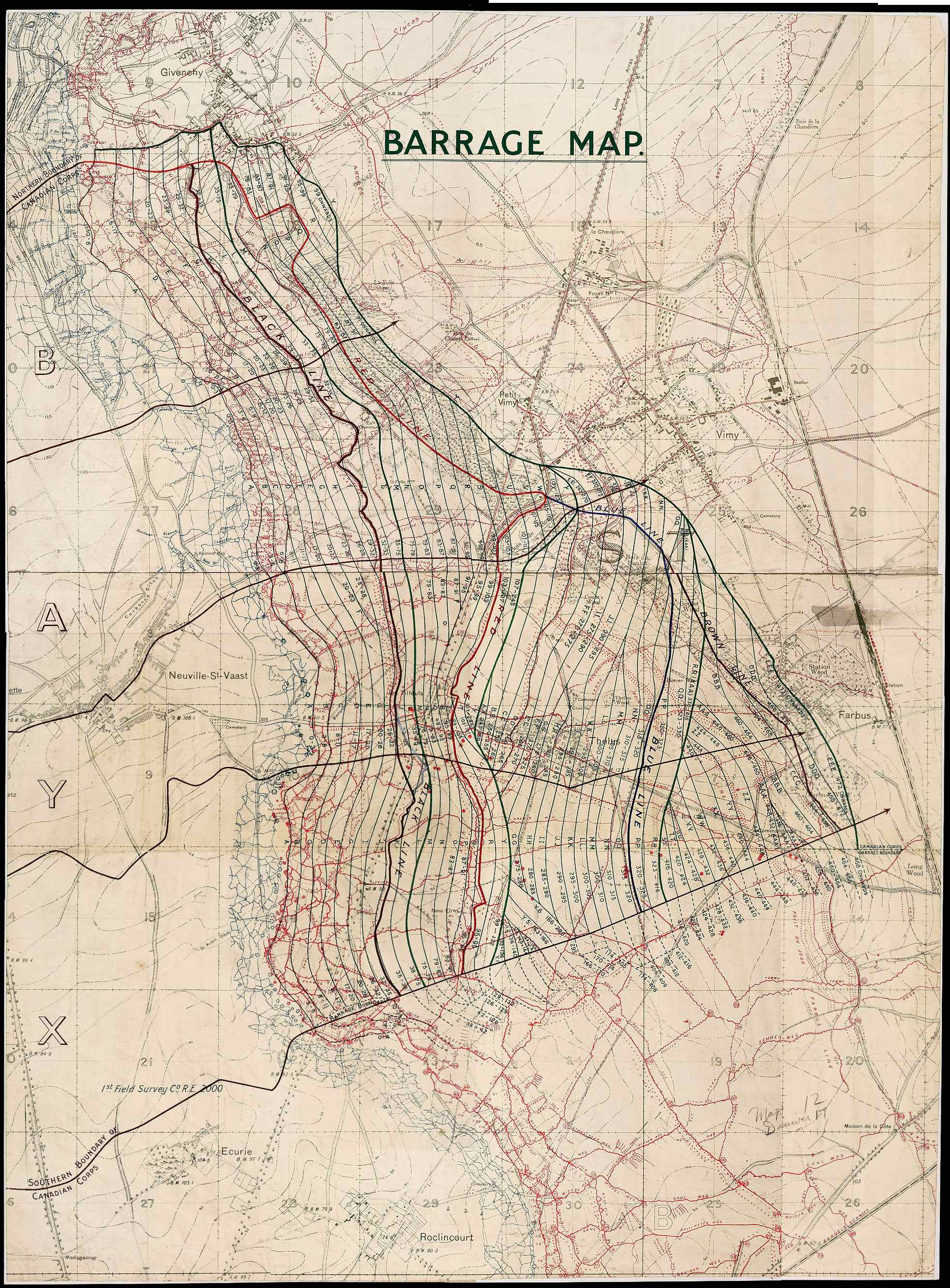
Карта артподготовки в битве при Вими

В январе 1917 года Макнотон получил новое назначение на должность офицера штаба Канадского экспедиционного корпуса по контрбатарейной борьбе. Макнотон и его подчинённые разработали методику обнаружения артиллерии противника, позволившую канадским войскам успешно подавить 83 % германских орудий, противостоявших им в сражении при Вими и обеспечить захват стратегической высоты. Когда в ходе битвы при Пашендейле войска Антанты в начале ноября овладели стратегическими высотами, именно Макнотону было поручено обеспечить заградительный огонь, чтобы воспрепятствовать попыткам немцев вернуть их под свой контроль.
В последние месяцы войны Макнотон вместе с генерал-майором Эдвардом Моррисоном отвечал за артиллерийскую поддержку наступления Канадского корпуса под Амьеном. Когда после этого канадские войска развернули наступление вдоль дороги Аррас-Камбре, Макнотон использовал эскадрильи лёгких бомбардировщиков для подавления неприятельских батарей за пределами досягаемости собственной артиллерии. На протяжении долгого времени замещая больного бригадного генерала Р. Г. Масси на посту командующего тяжёлой корпусной артиллерией, Макнотон был к концу октября также произведён в это звание и уже официально занимал эту должность в своём последнем сражении Первой мировой войны — битве за Валансьен.
В ходе войны Эндрю Макнотон не только отработал в совершенстве существующие техники стрельбы, но и принимал активное участие в разработке новых, включая обнаружение вражеских батарей по дульным вспышкам и акустическую триангуляцию, позволившую в частности эффективно установить местонахождение немецких орудий в сражении при Вими. Изобретённый им катодно-лучевой определитель направления, использовавшийся лётчиками для ориентации в гористых районах, считается прямым предшественником радара; Макнотон также был автором раннего варианта бронебойного снаряда с отделяющимся поддоном. Успехи Макнотона в развитии артиллерийского искусства в годы Первой мировой войны отмечались его сослуживцами и командованием. Генерал Артур Карри, командовавший Канадским корпусом, после войны говорил, что Макнотон был лучшим артиллеристом не только Британской империи, но и всего мира. Этого же мнения придерживался будущий командующий противовоздушной обороной Великобритании Фредерик Пайл, называвший идеи Макнотона «колоссальными». Высокой оценки Макнотон удостоился от ещё одного будущего канадского военного лидера Гарри Крирара, вместе с ним в дни войны работавшего над тактикой контрбатарейной стрельбы.

### Карьера в межвоенный период
По окончании войны Макнотон, планировавший возобновить научную карьеру, остался в армии по личной просьбе Артура Карри. Его штабная карьера была стремительной. Уже в январе 1920 года он возглавил управление по военной подготовке и кадрам, а в 1923 году, окончив Колледж Генерального штаба в Камберли (Великобритания), был назначен заместителем начальника Генерального штаба армии Канады. В 1927 году он был направлен для завершения военного образования в Имперский оборонный колледж и в 1929 году возглавил Генеральный штаб канадской армии.
На посту начальника Генерального штаба Макнотон оставался до 1935 года. Свои достижения на этой должности он оценивал критически, подчёркивая в своём последнем меморандуме, что состояние вооружённых сил Канады вызывает «величайшие опасения». Объективной причиной такого состояния была Великая депрессия, на годы которой пришлось пребывание Макнотона в должности, и скудное финансирование вооружённых сил. Даже после восстановления экономики канадская армия оставалась в плачевном положении, проведя первые полномасштабные национальные маневры только в 1938 году и к началу Второй мировой войны подойдя подготовленной хуже, чем в 1914 году. В частности, в годы, когда Макнотон возглавлял Генеральный штаб, почти не предпринималось усилий по развитию бронетехники; в то же время он уделял серьёзное внимание боеснабжению, рассматривая соотношение количества боеприпасов на единицу живой силы как один из важнейших факторов успеха. В период на посту начальника Генерального штаба Макнотон также был ответственным за создание на территории Канады многочисленных трудовых лагерей, призванных облегчить ситуацию с безработицей в стране. Среди строительных проектов, осуществлённых с помощью рабочих трудовых лагерей, была сеть аэродромов, покрывшая Канаду и послуживших базой для трансканадских авиаперевозок. В то же время условия жизни в лагерях были настолько тяжёлыми, а сами они настолько непопулярны у избирателей, что тогдашний премьер-министр Канады Беннетт счёл за лучшее переместить Макнотона на менее заметную гражданскую должность.
После ухода с поста начальника Генерального штаба Макнотон провёл несколько лет, с 1935 по 1939 год, во главе Национального научно-исследовательского совета Канады. Во время пребывания в этой должности он уделял особое внимание организации практического применения научных достижений. Благодаря его усилиям в Канаде появилась лаборатория по изучению токов высокого напряжения.

### Вторая мировая война

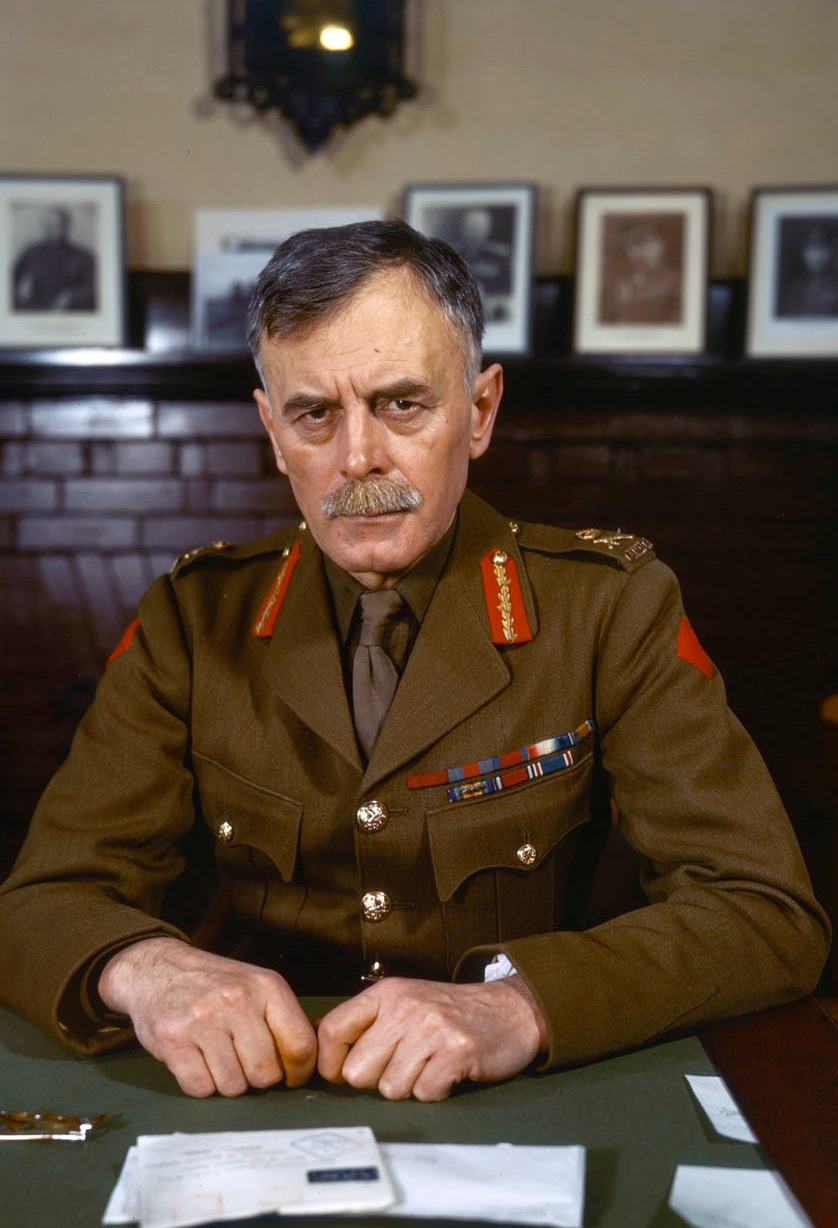
Генерал-лейтенант Макнотон, 1943 год

С началом Второй мировой войны бывший начальник Генерального штаба армии был вновь возвращён на действительную службу. Макнотона направили в Великобританию, где он принял под своё командование контингент канадских войск — на тот момент в статусе 1-й канадской дивизии. В 1940 году соединение под его началом было преобразовано в Канадский корпус (с присвоением Макнотону звания генерал-лейтенанта), а в 1942 году в 1-ю армию. Все эти годы Макнотон провёл в борьбе за целостность канадских войск, не дав разбросать канадских военнослужащих по британским армиям и готовя их к решающему вторжению во Францию. Когда канадское правительство приняло в 1943 году решение о разделении армии и отправке одного из её корпусов для участия в Итальянской кампании, Макнотон, понимая, что бессилен противостоять политическим соображениям, подал в отставку с поста командующего. Ещё одной причиной отставки Макнотона были его принципиальные разногласия с тогдашним министром национальной обороны Ралстоном. Ралстон был сторонником проведения воинского призыва для пополнения рядов вооружённых сил (в том числе европейского контингента), в то время как Макнотон выступал за сохранение добровольческого характера армии и сосредоточение усилий на её лучшем оснащении и подготовке. Среди прочих причин отставки были усложнившиеся отношения с британским военным руководством, представители которого полагали Макнотона недостаточно компетентным в силу его роли в катастрофического рейда на Дьеп в 1942 году, а затем провального командования в ходе совместных учений «Спартан» в марте 1943 года; и проблемы со здоровьем.
В 1944 году Макнотон был окончательно отправлен в отставку, получив при этом полное генеральское звание. В этом же году премьер-министр Маккензи Кинг, как и сам Макнотон, бывший противником введения воинской обязанности, назначил его новым министром национальной обороны. Однако новый министр не сумел предотвратить принятия закона о воинском призыве, что привело к охлаждению его отношений с премьером, а на выборах в Палату общин Макнотон не сумел заручиться и поддержкой избирателей, проиграв дважды за короткое время. В итоге менее чем через год после назначения на пост министра ему пришлось оставить эту должность.

### Последние годы жизни
В 1946 году Макнотон получил назначение на пост председателя Канадского комитета по контролю над атомной энергией. Одновременно он стал представителем Канады в Комиссию по атомной энергии ООН (предшественницу МАГАТЭ). После двух лет в Комиссии по атомной энергии Макнотон получил новое назначение — на должность постоянного делегата Канады в ООН и представителя своей страны в Совете Безопасности. Он работал в ООН до 1949 года.
В 1950 году Макнотон возглавил канадскую делегацию в Международной объединённой комиссии, в ведении которой находилось разрешение вопросов, связанных с водными ресурсами в районе канадско-американской границы. На этом посту он оставался до 1962 года, постоянно занимая жёсткую позицию во всём, что касалось использования американцами канадской воды; в конечном итоге именно неуступчивость на переговорах привела к его отставке. Как сопредседатель Международной объединённой комиссии Макнотон играл важную роль в освоении канадских водных ресурсов, включая строительство гидроэлектростанций на реке Святого Лаврентия и её использование для судоходства, а также энергетические проекты на реки Колумбии и в заливе Пассамакводди (приливная электростанция). Эндрю Макнотон скончался в июле 1966 года, на 80-м году жизни.

## Признание заслуг
Как военные, так и научные заслуги Эндрю Макнотона были отмечены рядом наград и почётных званий. Макнотон был компаньоном ордена Бани и ордена Святого Михаила и Святого Георгия, а также кавалером ряда других британских военных наград и членом Тайного совета для Канады. Его достижения в науке принесли ему звание почётного доктора шести университетов и почётного члена ряда инженерных обществ Канады, Великобритании и США. Канадский Институт инженеров-электротехников и электронщиков учредил в его память медаль.